# 結城幸司
結城 幸司（ゆうき こうじ、1964年4月 - ）は、日本の版画家、木彫作家、アイヌ民族運動家、ロックシンガー。

## 略歴
アイヌ解放運動活動家の結城庄司の息子として生まれる。父が多忙で、母がいなくなり、神奈川県のおばのもとで育つ。高校卒業後、不動産会社に就職する。東京で、アイヌ民族運動に参加する。勤務していた会社が倒産のあと、建設会社や製菓会社と職をかえる。
札幌にいき、アイヌ伝統の帆船「イタオマチㇷ゚」の復元作業に参加するが、完成品が進水もせず展示品となるのに失望する。復元作業にたずさわった仲間とともに、2000年に、『アイヌアートプロジェクト』を設立する。2001年のカナダでの先住民カヌー大会に、再び造られたイタオマチㇷ゚で参加する。版画家としても活動している。2008年1月13日、NHKのETV特集「僕たちのアイヌ宣言～民族と自分のはざまで」に出演する。日本各地で公演活動も行っている。
2008年7月1日から7月4日にかけて開催された「先住民族サミット」アイヌモシリ2008の実行委員会事務局長に選ばれる。アメリカ合衆国、オーストラリア、ニュージーランド、フィリピン、ノルウェーなどの12ヶ国の22の先住民の代表をふくめ1500人ほどが参加した「先住民族サミット」アイヌモシリ2008で、先住民族の人権および民族自治権に関した「二風谷宣言」が採択される。

## 家系
結城家は、代々釧路アイヌの首長を務めた家系から出ている。その家祖は結城徳造である。以下に略系図を示す。
- 6世祖：ヌマキラウコロ・エカシ（シナッキ・クル）
- 6世祖：コイヌンケ・フチ
  - 高祖父：アマタッ・エカシ
    - 曾祖母：ソワヌンケ・マッ
    - 曾祖父：ワタモンクル - 和人。
      - 祖父：結城徳造
      - 祖母：キシヤ・マッ
        - 父：結城庄太郎
        - 母：結城ヨシ
          - 姉：結城リツ
          - 姉：結城シナ
          - 兄：結城正義
          - 結城庄司
            - 子：結城幸司
            - 幸司の妻：宇佐志穂
              - 孫・結城舞
              - 孫・結城陸
              - 孫・結城泰
              - 孫・結城智世[8]

        - 叔父：結城庄次郎
        - 叔母：結城スズ
          - 従兄弟：清一

※ソワヌンケマッの妹の系統、結城徳造の兄姉妹の系統については省略。